# Gregory Studerus
Gregory James Studerus (ur. 31 marca 1948 w West Orange) – amerykański duchowny rzymskokatolicki, biskup pomocniczy Newark w latach 2020-2025.

## Życiorys
Święcenia kapłańskie otrzymał 31 maja 1980 i został inkardynowany do archidiecezji Newark. Pracował głównie jako duszpasterz parafialny, był także m.in. duszpasterzem wiernych języka hiszpańskiego, dziekanem kilku dekanatów oraz wikariuszem biskupim dla rejonu Hudson County.
27 lutego 2020 papież Franciszek mianował go biskupem pomocniczym archidiecezji Newark i biskupem tytularnym Tarasa in Byzacena. Sakry udzielił mu 30 czerwca 2020 kardynał Joseph Tobin. 30 maja 2025 papież Leon XIV przyjął jego rezygnację ze względu na zaawansowany wiek.